# Banderilla (municipalité)
La municipalité de Banderilla est l'une des 212 municipalités de l'État de Veracruz, et est située dans la partie centrale de cet État. Située à l'ouest du golfe du Mexique, la municipalité est assise sur les contreforts de la Sierra Madre orientale, elle fait partie du bassin versant du fleuve Río Actopan. Son chef-lieu est la ville éponyme de Banderilla. Elle fait partie de la "Zona metropolitana de Xalapa", aire urbaine qui regroupe autour de la ville de Xalapa les municipalités faisant partie de sa sphère d'influence. Elle appartient également à la région administrative de Capital, qui est une des 10 subdivisions administratives de l'État de Veracruz, et qui comprend la capitale étatique, Xalapa.

## Géographie
La municipalité de Banderilla s'étend d'ouest en est en prenant appui au sud sur la rivière Río Sedeño, affluente du fleuve Río Actopan, et qui y forme sa limite administrative. Assise sur les contreforts de la chaîne de montagnes de la Sierra Madre orientale, son altitude oscille entre 1300 et 1700 mètres. Son chef-lieu, la ville éponyme de Banderilla, occupe la partie centrale de son territoire, et se trouve en situation de conurbation avec la capitale étatique, Xalapa, qui se trouve au sud, sur l'autre rive du Río Sedeño. Son territoire couvre une superficie de 19,8 km2, et était peuplé en 2015 de 24 822 habitants, pour une densité de 1251,1 km2.
Cette municipalité fait partie de la Zona metropolitana de Xalapa (es), qui est composée des municipalités de Banderilla, Coatepec, Coacoatzintla, Emiliano Zapata, Xalapa, Jilotepec, Rafael Lucio, Tlalnelhuayocan et Xico, regroupant une population totale de 789 157 habitants.
Elle est limitrophe au nord des municipalités de  Jilotepec et de Rafael Lucio, et au sud de celles de Tlalnelhuayocan et de Xalapa.

## Composition et démographie
La municipalité était composée en 2015 de 37 localités, dont une seule était considérée comme urbaine, les autres étant rurales.
| Localité            | Population |
| ------------------- | ---------- |
| Banderilla          | 19 649     |
| Xaltepec            | 933        |
| La Haciendita       | 629        |
| El Boquerón         | 123        |
| Monte Calvario      | 92         |
| Reste des localités | 120        |
| Total population    | 24 822     |

En plus de l'espagnol, plusieurs langues amérindiennes sont parlées dans la municipalité, dont les principales sont par ordre d'importance : le nahuatl, le totonaque, et le mazatèque, les autres langues étant plus marginales.

## Histoire
La municipalité est créée en 1870.

## Économie

### Agriculture et élevage
La superficie des parcelles semées représentait en 2019 une surface totale de 45,5 hectares, parmi lesquels 29 hectares étaient voués à la culture du caféier, 8,5 hectares étaient voués à la culture de la canne à sucre, et 8 hectares étaient voués à celle du maïs.
En 2019, la production de viande par tonnes comprenait 70,3 tonnes de viande bovine, 277,2 tonnes de viande porcine, 14,5 tonnes de viande ovine, 1,5 tonnes de viande caprine, 17,4 tonnes de volailles, et 4,7 tonnes de dinde. La superficie vouée à l'élevage représentait alors 657 hectares.